# World We View
World We View es segundo álbum de estudio de la banda de Rock cristiano Nine Lashes, lanzado el 14 de febrero de 2012. Fue coproducido por Aaron Sprinkle y Trevor McNevan, este último fue un determinante en la firma del grupo con Tooth & Nail, además de colaborar en Adrenaline es un canción de  nu metal.
Luego del lanzamiento, el álbum consiguió posicionarse en varias listas.

## Lista de canciones
Todas las canciones escritas y compuestas por Trevor McNevan, Jeremy Dunn, Jared Lankford, Jonathan Jefferson, Thomas Terrell and Jerry Jefferson, except where noted. 
| Album release |                                                                                 |                                                                        |          |  |
| N.º           | Título                                                                          | Escritor(es)                                                           | Duración |  |
| 1.            | «Anthem of the Lonely»                                                          |                                                                        | 4:01     |  |
| 2.            | «The Intervention»                                                              |                                                                        | 3:35     |  |
| 3.            | «Get Back»                                                                      | Aaron Sprinkle, McNevan, Dunn, Lankford, Jefferson, Terrell, Jefferson | 3:05     |  |
| 4.            | «Afterglow»                                                                     |                                                                        | 4:26     |  |
| 5.            | «Adrenaline (Canción de Nu metal)» (con Trevor McNevan de Thousand Foot Krutch) |                                                                        | 3:22     |  |
| 6.            | «Believe Your Eyes»                                                             |                                                                        | 3:39     |  |
| 7.            | «Our Darkest Day» (con Ryan Clark de Demon Hunter)                              |                                                                        | 3:31     |  |
| 8.            | «Memo»                                                                          |                                                                        | 3:37     |  |
| 9.            | «Write It Down»                                                                 |                                                                        | 2:49     |  |
| 10.           | «The Void»                                                                      |                                                                        | 2:51     |  |
| 11.           | «My Friend»                                                                     |                                                                        | 3:44     |  |

Notas
Afterglow apareció originalmente en Escape, esta versión es una regrabación con algunos cambios en la estructura.

## Posicionamiento

### Álbum
| Listas (2012)                           | Mejor posición |
| --------------------------------------- | -------------- |
| Estados Unidos (Christian Albums)       | 17             |
| Estados Unidos (Top Hard Rock Albums)   | 13             |
| Estados Unidos (Top Heatseekers Albums) | 5              |
| Estados Unidos (Top Rock Albums)        | 43             |

### Sencillos
| Año  | Sencillo               | Posición |
| ---- | ---------------------- | -------- |
| Año  | Sencillo               |          |
| 2011 | "Anthem of the Lonely" | 1        |
| 2012 | "Get Back"             | 3        |
| 2012 | "Write It Down"        | 8        |